# 奧斯卡灣
64°55′S 62°55′W / 64.917°S 62.917°W
奧斯卡灣（Oscar Cove），是南極洲的海灣，位於葛拉漢地西岸的丹科海岸，處於加爾松角以西的帕拉代斯港南部，由阿根廷探險隊命名，現時由南極條約體系管理。